# Paź

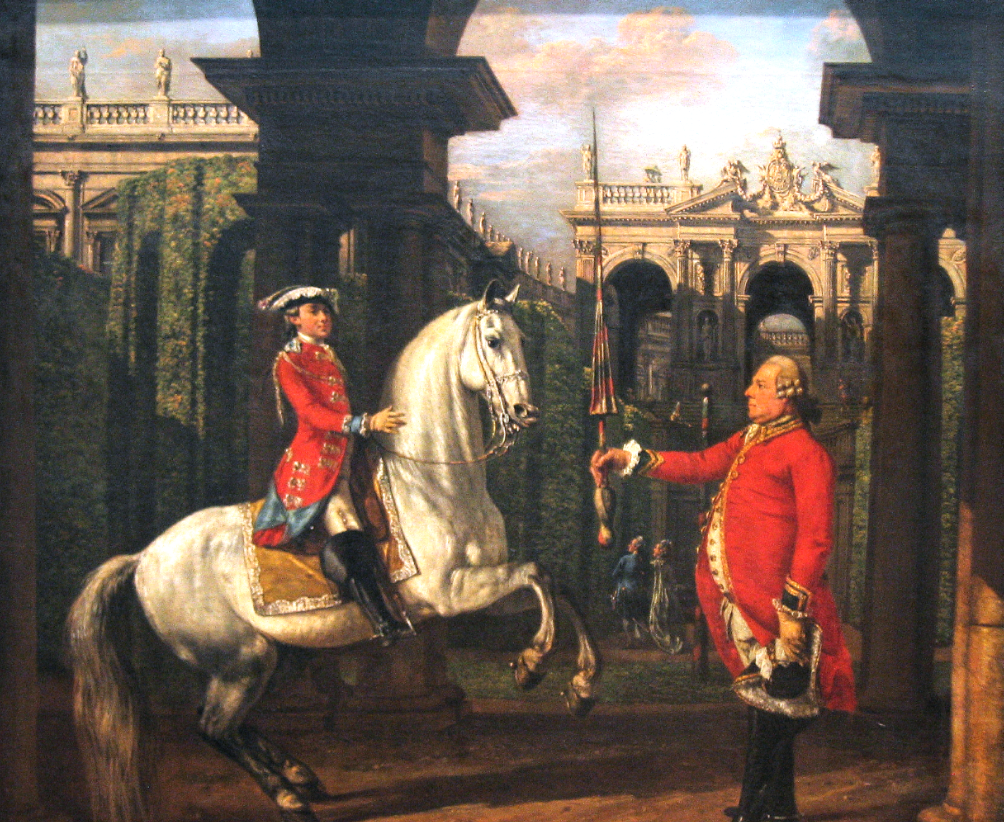
Guwerner paziów pułkownik Koenigsfels uczy jazdy konnej ks. Józefa Poniatowskiego w Wiedniu – obraz Bernarda Bellotta z 1773 roku.

Paź – chłopiec będący zwykle członkiem rodu szlacheckiego, pełniący służbę przy określonej osobie na dworze panującego (króla, cesarza, księcia itp.), jak również magnata lub rycerza. W czasach średniowiecza każdy paź posiadał charakterystyczną fryzurę, skąd wzięło się powiedzenie „być ostrzyżonym 'na pazia'”.
W średniowieczu mianem paź określano także młodego chłopca, który służył rycerzowi, jednocześnie przyuczając się do pełnienia funkcji giermka. Od siódmego roku życia młodzi chłopcy przez kolejne siedem lat usługiwali rycerzowi jako paziowie aż do momentu ukończenia czternastu lat.
Paziowie byli także służącymi na zamkach i dworach wysokich rodów i stanowili osobisty personel członków arystokracji i rodziny królewskiej. Według Międzynarodowej Akademii Kamerdynerów, obecnie paziowie są czeladnikami lokaja. W odróżnieniu od tzw. hall boy, ci paziowie wykonują lekkie dodatkowe prace, a także noszą liberie w czasie, kiedy arystokracja zażywa rozrywki.
Tytuł c. k. pazia był także nadawany w państwie Austro-Węgier Polakom w zaborze austriackim i mogli go otrzymać tylko wychowankowie C. K. Akademii Terezjańskiej i tracili po opuszczeniu tejże uczelni; liczba c. k. paziów była ograniczona do 30, a ich udział był przewidziany do wielkich uroczystości dworskich.